# 上莱茵省
上莱茵省（法語：Haut-Rhin，發音：[o ʁɛ̃] ⓘ）是法国的第68省。2021年1月1日，上莱茵省与下莱茵省的领土集体合并为阿尔萨斯欧洲集体。上、下莱茵二省并未撤销，仍是法国国家行政区。

1871年以前與以後的省界變化

上莱茵省是法国大革命期间，根据1789年12月22日的法律和1790年1月8日的条例，于1790年3月4日建立的。它北与下莱茵省，西与孚日省，以及西南与贝尔福地区省交界。同时，它的东侧沿莱茵河与德国，南侧与瑞士接壤。历史上，阿尔萨斯大部分地区曾经于1871年根据法兰克福条约被划归德国，留在法国的部分形成了贝尔福地区；1919年凡尔赛条约将其重新划归法国，但仍与贝尔福地区分离。
该省是法国最富裕的省份之一，失业率很低。它的工业、商业、教育活动集中于经济中心米卢斯（Mulhouse，人口270 000）周边，比如标致汽车的一个生产基地位于米卢斯。米卢斯，盖布维莱尔和坦恩所形成的三角地带构成了经济最活跃的地区，特别是其北端，商业网点的建立带动了就业机会的增加以及商业区的扩张。许多当地居民在瑞士境内工作，特别是服务于巴塞尔的化学工业，同时享受本地相对低廉的物价。
当地的方言为阿尔萨斯语。
1. ↑  . www.vie-publique.fr.   [2021-01-03]. （原始内容存档于2021-12-28）.